# Sarbiewo (województwo lubuskie)
Sarbiewo – wieś w Polsce położona w województwie lubuskim, w powiecie strzelecko-drezdeneckim, w gminie Zwierzyn.
W latach 1975–1998 miejscowość administracyjnie należała do województwa gorzowskiego.

## Zabytki
Do wojewódzkiego rejestru zabytków wpisany jest:
- zespół dworski, z połowy XIX wieku:
  - dwór z XIX wieku
  - czworak, szachulcowy
  - stodoła, szachulcowy
  - obora
  - park.